# Mühlrode
Mühlrode ist eine Wüstung bei Hanau im Main-Kinzig-Kreis in Hessen.

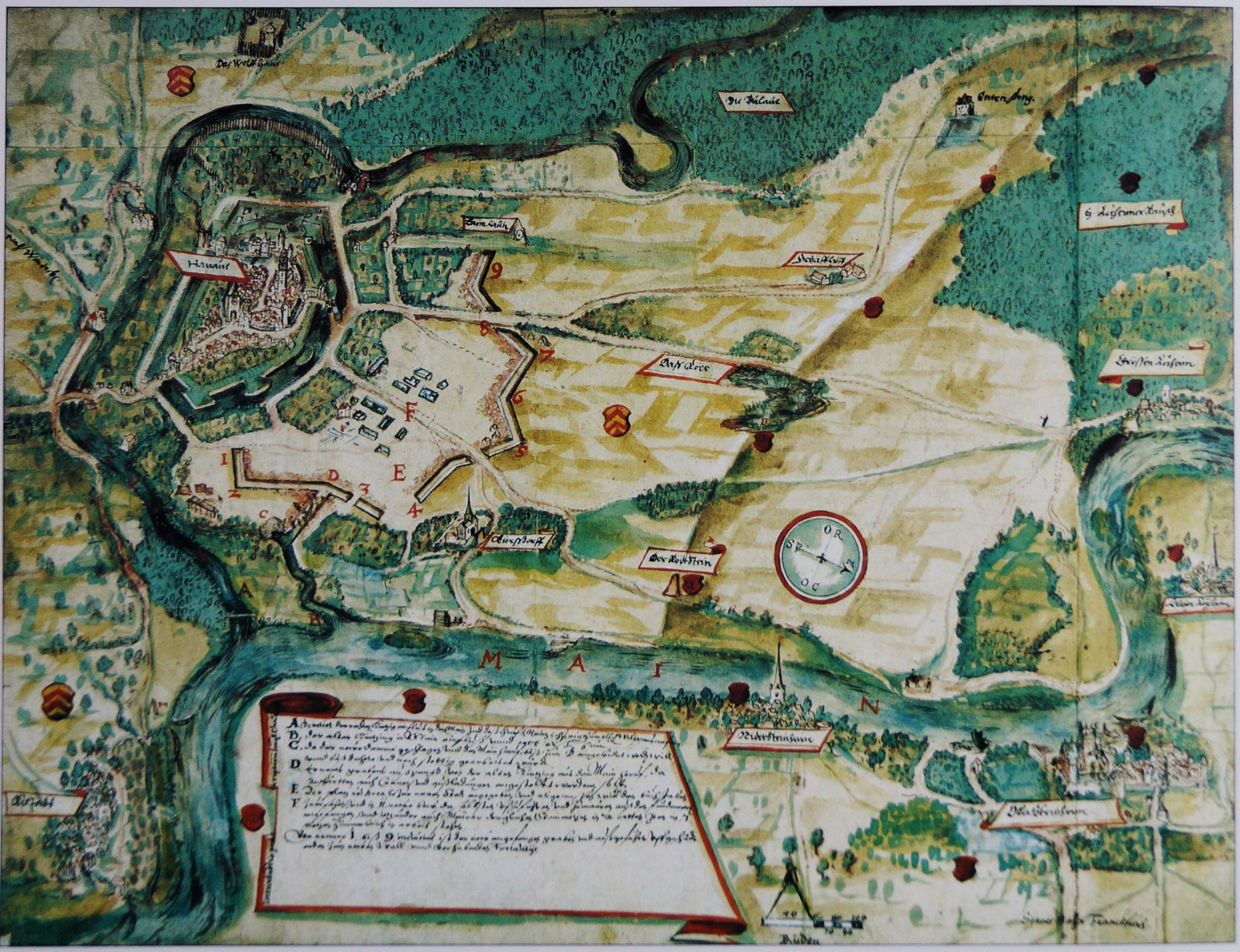
Umgebung Hanaus bei der Neustadtgründung 1597.

## Geographische Lage
Der Ort wird nahe der Kinzigmündung am heutigen Milchweg westlich der Hanauer Kernstadt vermutet, möglicherweise ist er mit der Antonitermühle identisch. Ein Plan aus der zweiten Hälfte des 16. Jahrhunderts zeigt die Mühle unmittelbar unterhalb der Kinzigbrücke vor der Hanauer Vorstadt am linken Ufer des Flusses, allerdings ohne weitere Gehöfte.
Die älteste erhaltene Erwähnung von Mühlrode stammt aus dem Jahr 1235, als das Kloster Limburg an der Haardt den Antonitern zu Roßdorf ein Baumstück und ein Feld überließ (arbusta quaedam cum agro). Die Lage des Ortes wird bis 1244 angegeben mit „bei Kensheim gelegen“ (Kensheim ist der Name des späteren Kinzigheimer Hofs bei Bruchköbel). Erst 1255 wird Mühlrode als apud Hagenowe situm („bei Hanau gelegen“) genannt. Dies kann als Hinweis gewertet werden, dass die Siedlung Hanau (Stadtrecht 1303) und ihre Gemarkung sich erst in dieser Zeit entwickelte. 1525 wird die Lage der Mühle als „an der Kintz vor Hanowe nächst obwendig der Brücke“ beschrieben.

## Geschichte
Die Roßdorfer Antoniter nahmen im Hanauer Wald das Holz- und Huterecht in Anspruch. Im Jahr 1240 erhielten sie Mühlrode durch eine Schenkung von Hanau. 1280 überließen Reinhard I. von Hanau, seine Frau Adelheid von Münzenberg und ihr Sohn Ulrich I. den Antonitern zudem ihre neben der Brücke gelegene Mühle (molendinum nostrum Hagenowe iuxta pontem situm) gegen einen Kornzins. Außerdem verpflichteten sie sich, außer der bereits bestehenden Burgmühle nahe der Hanauer Burg keine weitere Mühle flussabwärts der Kinzig zu errichten. Daraus ergibt sich, dass mit der Mühle von Mühlrode keinesfalls die heute teilweise noch bestehende Herrenmühle an der Nordstraße gemeint sein kann.
Die Ortschaft wird 1439 nochmals ausdrücklich zusammen mit der Mühle als Besitz der Antoniter genannt (molendinum domus de Rostorff vulgariter nuncupatum Molenrade prope Hanow). 1525 kaufte Graf Philipp II. von Hanau-Münzenberg die Mühle mit allem Zubehör, darunter Äcker und Wiesen hinter Molnrode für 320 fl.
Der Ort der Wüstung nennt sich heute noch in Anlehnung an das Mühlloch der Mühle die Milch. Durch das Areal der Wüstung führt der Fuß- und Radweg mit dem Namen Milchweg.

## Historische Namensformen
- Mulinrot (1240)
- Mulenrod (1255)
- Molenrade (1439)
- Molnrade (1506)